# Тіміш Григорій Іванович
Григорій Іванович Тіміш (нар. 11 грудня 1970, Купка, Глибоцький район, Чернівецька область, УРСР) — український політик, громадський діяч, народний депутат України Верховної Ради України 8-го скликання.

## Біографія
Народився Григорій Тіміш 11 грудня 1970 року в с. Купка Глибоцького району Чернівецької області. У липні 1988 року вступив до Тираспольського державного педагогічного інституту ім. Т. Шевченка, який закінчив у 1993 році, отримавши диплом вчителя географії та біології.

## Кар'єра
З 1993 по 1997 роки — вчитель географії та біології, педагог-організатор Купської середньої школи Чернівецької області та Камишовської середньої школи Одеської області. У 1995 році був призначений на посаду директора Купської середньої школи, де попрацював на цій посаді до березня 2005 року.
У березні 2005 року призначений заступником голови Глибоцької районної державної адміністрації. На посаді заступника голови райдержадміністрації відповідав за гуманітарну сферу в районі.
У травні 2006 року на сесії районної ради був обраний заступником голови Глибоцької районної ради, на цій посаді попрацював до кінця 2010 року.
З 2011 до липня 2014 рік провадив підприємницьку діяльність, надаючи послуги з написання проєктів з метою залучення грантових коштів для впровадження проєктів з розвитку територіальних громад Чернівецької області.
З липня по листопад 2014 року обіймав посаду заступника голови Глибоцької районної державної адміністрації та виконував обов'язки голови райдержадміністрації.

## Політична діяльність
Працював депутатом  Глибоцької районної ради протягом скликань. З 2006 по 2010 рік був заступником голови ради.
Під час чергових парламентських виборах у 2012 році обирався по мажоритарному виборчому округу № 203 від партії «УДАР», але посів друге місце, поступившись висуванцю від Партії Регіонів Геннадію Федоряку.
На позачергових виборах до парламенту, які відбулися у 2014 році був обраний народним депутатом від 203-го округу, набравши 28,74 % голосів. На виборах Григорій Тіміш висувався від «Блоку Петра Порошенка». В парламенті став членом Комітету Верховної Ради України з питань європейської інтеграції, співголовою групи з міжпарламентських зв'язків з Румунією та увійшов до складу міжфракційних об'єднань «Буковина» й «Карпати».
25 грудня 2018 року Російська Федерація включила депутата до списку українців, на які поширюються санкції.